# Palaeosaniwa canadensis
Palaeosaniwa (il cui nome significa "antico Saniwa") è un genere estinto di varano vissuto nel Cretaceo superiore, 75-70 milioni di anni fa (Campaniano-Maastrichtiano), in quello che oggi è il Nord America. L'unica specie ascritta al genere è la specie P. canadensis..

## Descrizione
Il Palaeosaniwa era un varano di grosse dimensioni con dimensioni paragonabili a quelle delle specie moderne. Un esemplare adulto di Palaeosaniwa poteva raggiungere i 3-3,5 metri (9.8-11.5 ft) di lunghezza per un peso di 150 kg, rientrando tra le più grandi lucertole terrestri del Mesozoico (competendo in dimensioni con l'Asprosaurus). L'aspetto dell'animale invece ricalcava molto quelle delle specie moderne, soprattutto con l'odierno varano di Komodo (Varanus komodoensis), con cui condivideva, per esempio, i denti lamellari con dentellature minute. Questo tipo di denti indicano che il morso dell'animale era adatto a afferrare e squarciare la carne delle prede, suggerendo che l'animale si nutrisse di altri vertebrati. Infatti, gli esemplari adulti di Palaeosaniwa erano abbastanza grandi da predare qualsiasi uccello o mammifero del suo tempo, oltre che poter essersi cibato di piccoli o cuccioli di dinosauro.

## Classificazione
Il Palaeosaniwa è stato ritenuto in passato un membro del gruppo dei Platynota, un gruppo (ormai ritenuto non valido, in quanto polifiletico) che include i varani moderni (Varanidae) e il mostro di Gila (Helodermatidae). In origine, si pensava che l'animale appartenesse alla famiglia dei Varanidae, ma è stato interpretato anche come un parente degli Helodermatidae. Le più recenti analisi, collocano il Palaeosaniwa al di fuori di Varanidae e Helodermatidae, in quanto membro dello stelo di Varanoidea. Le sue affinità precise rimangono poco conosciute, ma è possibile che l'animale sia correlato con altre grandi lucertole carnivore del Nord America, come Parasaniwa, Paraderma, Labrodioctes e Cemeterius.
Il nome Palaeosaniwa significa “prima di Saniwa”, con riferimento a un animale simile a un varano vissuto all'inizio del Cenozoico. Già nel Cretaceo, comunque, esistevano altri animali imparentati con i varani, che evolsero diverse specializzazioni. Tra questi, Estesia della Mongolia sviluppò una dentatura in grado di inoculare veleno all'interno delle sue vittime. Secondo alcuni studiosi (Balsai, 2001) è possibile che anche il Paleosaniwa fosse dotato di un morso velenoso.

## Distribuzione
Il primo fossile di Palaeosaniwa fu originariamente scoperto in Alberta, in una formazione risalente alla fine del Campaniano. Più recentemente sono stati ritrovati resti anche in una formazione della stessa età in Montana, e in Montana e Wyoming, in formazioni risalenti alla fine del Maastrichtiano. I resti che si trovano principalmente di questo animale sono denti e vertebre isolate, tuttavia sono stati ritrovati anche due scheletri parziali. La specie tipo, P. canadensis è stata scoperta nell'Alberta del Campaniano e alcuni credono che gli esemplari del Maastrichtiano appartengono ad un'altra specie, in quanto sono divisi da circa dieci milioni di anni. Data la distanza temporale tra questi animali, molti credono che si tratti di due specie distinte dello stesso genere, ma i fossili disponibili sono ancora troppo incompleti per certificarlo.
Il Paleosaniwa doveva essere un temibile predatore che cacciava tramite agguati. Condivideva il suo habitat con molti dinosauri di cui probabilmente razziava i nidi divorando uova e pulcini. Tuttavia era una facile preda per teropodi predatori come Tyrannosaurus, Daspletosaurus e i più piccoli Dromaeosaurus, Dakotaraptor e Acheroraptor con i quali era probabilmente in competizione. Poteva inoltre essere ghermito con estrema facilità dai giganti alati come Quetzalcoatlus.